# To Love Ru
To Love Ru (яп. とらぶる, торабуру) — манґа Сакі Хашемі та Кентаро Ябукі. Видавалася в журналі Shonen Jump. Аудіотвір на її основі вийшов в лютому 2008 року, за сюжетом твору також було випущено два аніме-серіали. Гра для Nintendo DS та PSP була випущена у серпні й жовтні 2008 року. Починаючи з жовтня 2010 року в журналі Jump Square виходить продовження манґи під назвою «To Love Ru Darkness».
Назва To Love Ru складена зі слів «любити» та «неприємність»: «to love ru» в японській транслітерації звучить як «те рабу ру», що співзвучно із транслітерацією англійського слова «trouble» («торабуру») — «проблема». Тому назва аніме часто перекладається як «Любовні неприємності».

## Сюжет
Сюжет розповідає про старшокласника Ріто Юкі, який боїться зізнатися в коханні Харуні Сайренджі. Одного разу із ним стається великий конфуз — прямо в його ванній з'являється таємнича оголена дівчина Лала, яка прибула з далекої планети Девілюк та є спадкоємицею престолу. Батько хоче повернути її назад, щоб видати заміж за одного з кандидатів, але вона вирішує вийти за Ріто, щоб залишитися на Землі.

## Персонажі
Сала Саталін Девілюк — принцеса Девілюка. Вона втекла з дому, не бажаючи виходити заміж. Коли вона потрапила на Землю, то зустріла Ріто та закохалася в нього. Як у будь-якого жителя Девілюка, її фізичні здібності набагато перевершують людські, а також у неї є хвіст. На навчанні в земній школі легко отримує найвищі бали. У Лали є пристрасть до винаходів, які досить часто додавали Ріто чимало клопоту. Одним з її роботів став Пекеробот, що перетворюється на одяг та зазвичай замінює його Лалі. Частенько збоїть, залишаючи принцесу абсолютно голою. Лала часто ходить по будинку в одному лише жовтому рушнику або взагалі без одягу. Знає про те, що окрім неї Ріто кохає Харуну, проте абсолютно не заперечує проти гарему.
Сейю: Харука Томацу
Ріто Юкі — головний герой. 15-річний старшокласник, шалено закоханий в Харуну Сайренджі. Батько Ріто — манґака, а мати — дизайнер. У початковій школі Ріто грав у футбол, але був змушений кинути, щоб допомагати батькові. За словами його молодшої сестри Мікан, Ріто професіонал у «непотрібних дрібницях». Має здатність падати на рівному місці та опинятися на найближчій дівчині. Також, постійно потрапляє в незручні ситуації. Завдяки цьому заслужив славу небезпечного збоченця. Наприкінці «To Love Ru» зрозумів, що, окрім Харуни, закоханий і в Лалу.
Сейю: Акено Ватанабе
Харуна Сайренджі — однокласниця Ріто й дівчина, в яку він закоханий. Вона живе у квартирі разом зі своєю старшою сестрою. Коли лякається інстинктивно хапається за Ріто та використовує його як палицю. При цьому може здолати цілу юрбу супротивників. Таємно закохана в Ріто й завжди прощає його, коли потрапляє в незручні ситуації за його участі.
Сейю: Саюрі Яхагі
Мікан Юкі — молодша сестра Ріто, живе разом із ним та слідкує за господарством. Попри юний вік, дуже розумна та відповідальна дівчинка. Дуже любить старшого брата і сумує за ним, не виставляючи ці почуття напоказ. Добре ставиться до всіх прибульців окрім Момо, до якої відноситься з обережністю. Найкраща подруга — Золота Пітьма.
Сейю: Кана Ханадзава
Золота Пітьма — дівчина-вбивця, що приховує свої почуття за кам'яним обличчям. Може перетворювати частини свого тіла в зброю, що активно використовує задля своєї діяльності. Була найнята одним з наречених Лали — Лакоспо — який повідомив їй, що Ріто — дуже небезпечний демон, але потім хитрість Лакоспо була розкрита. Стверджує, що оскільки Ріто — це її замовлення, то вона все ж коли-небудь його вб'є. Однак, реально обмежується лише побоями в тому випадку, якщо Ріто випадково робить з нею щось збочене. Ненавидить збоченців, завжди відчуває коли будь-хто кидає на неї вульгарні погляди, та не соромиться застосовувати при цьому силу. Любить земну літературу та їжу — тайякі. У Darkness називається справжнє ім'я Єва, створена організацією Кронос. Прототипом була однойменна героїня з манги Black Cat, попередньої роботи Кентаро Ябукі.
Сейю: Місато Фукуен
Момо Бела Девілюк — сестра Лали. Може розмовляти з рослинами. Як і її сестра, закохана в Ріто. У зв'язку з цим в «To Love Ru Darkness» поставила своєю метою схилити Ріто до створення гарему і потім стати однією з його коханок.
Сейю: Акі Тойосакі
Нана Асута Девілюк — сестра Лали. Може розмовляти з тваринами. Так само, як і її сестри, любить Ріто, але не хоче показувати свої почуття. Постійно б'є Ріто, коли застукує його з Момо або Лалою.
Сейю: Канае Іто
Юі Котегава — однокласниця Ріто, цундере. Є членом дисциплінарної ради, стежить за мораллю в школі. Має запальний характер та говорить те, що думає. Постійно робить зауваження Ріто за його непристойну поведінку. З часом закохується в Ріто, хоча й не визнає цього. Дуже сильно любить кішок, але намагається це приховати від інших.
Сейю: Каорі Надзука

## Список серій

### To Love Ru
| № серії | Назва серії | Трансляція в Японії |
| ------- | --- | ------------------- |
| 1       | Дівчина, що впала з небес «Maiorita Shoujo» (舞い降りた少女)                                                                    | 03.04.2008          |
| 2       | Весілля відміняється?! «Konyaku Kaishou!?» (婚約解消!?)                                                                         | 10.04.2008          |
| 3       | Любовний трикутник «Sankaku Kankei» (三角関係)                                                                                  | 17.04.2008          |
| 4       | Космічний фартух кохання «Uchuu no LOVE apron» (宇宙のLOVEエプロン)                                                             | 24.04.2008          |
| 5       | Виклик королеви «Queen no chousenjou» (くいーんの挑戦状)                                                                        | 01.05.2008          |
| 6       | Інопланетянин-вбивця «Uchuujin no shikaku» (宇宙人の刺客)                                                                       | 08.05.2008          |
| 7       | Всі чоловіки роблять це! «Otoko to ha Kaku Arubeshi!» (男とはかくあるべし！)                                                    | 15.05.2008          |
| 8       | Суворий та прямий шеф «Seirenkeppaku Fuuki Iin» (清廉潔白風紀委員)                                                              | 22.05.2008          |
| 9       | Кохання, більше ніж зірки «Kousei Yori Ai wo Komete» (光星より愛を込めて)                                                       | 29.05.2008          |
| 10      | Вселенська акторка «Uchuu no Onna Geinin» (宇宙の女芸人…)                                                                       | 05.06.2008          |
| 11      | Золота Пітьма «Kiniro no Yami» (金色の闇)                                                                                       | 12.06.2008          |
| 12      | Тріпочі від жаху — спорт іде! «Senritsu Taiikusai» (戦慄!体育祭)                                                                | 19.06.2008          |
| 13      | Мачо №1 у Всесвіті «Uchuuichi no otoko» (宇宙一の男)                                                                            | 26.06.2008          |
| 14      | Секрет двох «Futari Dake no Himitsu» (ふたりだけの秘)                                                                           | 03.07.2008          |
| 15      | Принцеса джунглів «Mitsurin no Princess» (密林のプリンセス)                                                                     | 10.07.2008          |
| 16      | Вбивчі зізнання Рун «Run no Totsugeki Kokuhaku Time» (ルンの突撃告白タイム)                                                     | 17.07.2008          |
| 17      | Привид старшої школи «Kyuu Kousha no Yuurei» (旧校舎の幽霊)                                                                     | 24.07.2008          |
| 18      | Сувенір Саруями «Saruyama ga Omiyage» (猿山がお土産)                                                                            | 31.07.2008          |
| 19      | Падіння Семицвіту «Jigoku Onsen Onna Uchuujin Shichishoku Porori» (地獄温泉女宇宙人七色ポロリ)                                  | 07.08.2008          |
| 20      | Вибухова дівчинка. Чарівне полум'я Кеко! «Baku Netsu Shoujo Magical Kyoko Honoo (Flame)» (爆熱少女マジカルキョーコ炎(フレイム)) | 14.08.2008          |
| 21      | Кривавий рекорд. Готель Юкі «Record of Yuuki Pavilion`s Bloody Wind» (結城亭血風録)                                             | 21.08.2008          |
| 22      | План бою! Культурний фестиваль! «Senritsu! Bunkasai» (戦慄！文化祭)                                                             | 28.08.2008          |
| 23      | Історія гарему Саруями «Saruyama no Oooku Monogatari» (猿山の大奥物語)                                                          | 04.09.2008          |
| 24      | Я соромлюся «Hajirai Nagara» (はじらいながら)                                                                                   | 11.09.2008          |
| 25      | Остання ніч Землі «Chikyuu Saigo no Yoru» (地球最後の夜)                                                                        | 18.09.2008          |
| 26      | Лала «Lala» (ララ) | 25.09.2008          |

### To Love Ru OVA
| № серії | Назва серії | Трансляція в Японії |
| ------- | --- | ------------------- |
| OVA 1   | Rito, Becomes a Woman «Rito, Onna ni Naru» (リト、女になる)                                                                                               | 03.04.2009          |
| OVA 2   | Rito and Mikan «Rito to Mikan» (リトと美柑) | 04.06.2009          |
| OVA 3   | Welcome to the Southern Resort!! «Minami no Rizōto e Yōkoso!!» (南の島<リゾート>へようこそ!!)                                                             | 04.08.2009          |
| OVA 4   | Trouble Quest «Toraburu Kuesto» (とらぶるくえすと) | 04.11.2009          |
| OVA 5   | Nana and Momo «Nana to Momo» (ナナとモモ) | 04.02.2010          |
| OVA 6   | Part A.)Draft B.)Metamorphose C.)Hand & Tail «Part A.)Sukimagaze B.)Metamorufōze C.)Hando & Tēru» (Part A.)メタモルフォーゼ B.)すきま風 C.)ハンド&テール) | 02.04.2010          |